# KTM 640 Duke II
La 640 Duke II est une motocyclette typée supermotard produite par le constructeur autrichien KTM. Elle remplace la 620 Duke. Elle est commercialisée entre 1998 et 2007.

## Présentation
Son moteur, de type monocylindre 4 temps, a en réalité une cylindrée de 625 cm3. Il fournit une puissance maximum de 55 chevaux à 7 500 tr/min pour un couple de presque 6 mkg.
Le freinage est assuré par un ensemble étrier/disque Brembo, de 320 et 240 mm de diamètre, respectivement à l'avant et à l'arrière.

Les éléments de suspension proviennent de la filiale de KTM, White Power.
Son moteur souple et vif ainsi que son faible poids (environ 150 kg) rendent son utilisation plus adéquate sur des routes à lacets et dans un environnement urbain plutôt que sur l'autoroute ou sur des longs parcours.
La plupart des supermotards sont des machines de motocross ou d'enduro qui ont été retravaillée au niveau de la partie cycle, pour l'adapter à une utilisation plus routière, avec la monte de pneus différents, de freins plus puissants. Dès ses premières ébauches, la 640 Duke II a été imaginée comme une moto routière. Pour cette raison, elle utilise des jantes BBS à bâtons, en lieu et place des habituelles jantes à rayon.
Le petit carénage tête de fourche témoigne aussi de cette orientation. Il n'est pas réduit à une simple plaque en plastique et privilégie le look à l'efficacité.
La Duke II fait une brève apparition aux mains de Djimon Hounsou lors d'une course-poursuite sur le Champ-de-Mars, dans le film Le Boulet. Elle a également fait une apparition dans la série américaine Dark Angel avec Jensen Ackles aux commandes.